# Conferencia de Interacción y Medidas de Confianza en Asia
Conferencia de Interacción y Medidas de Confianza en Asia (CICA por su sigla en inglés) es un foro intergubernamental para mejorar la cooperación para promover la paz, la seguridad y la estabilidad en Asia. Organismo internacional basado en el reconocimiento de que existe una estrecha relación entre la paz, la seguridad y la estabilidad en Asia y en el resto del mundo.
Su secretaría permanente fue establecida en Almatý, Kazajistán, el 17 de junio de 2006. El Director Ejecutivo de CICA es el turco Çınar Aldemir, un embajador en retiro.

## Historia
La idea de convocar la CICA fue propuesta por primera vez por el presidente de Kazajistán, Nursultan Nazarbayev, el 5 de octubre de 1992 en la 47.ª Sesión de la Asamblea General de las Naciones Unidas.
La cumbre de la CICA fue realizada en Shanghái, entre el 20 y 21 de mayo de 2014, con la presencia de dignatarios de 47 países, y China recibió la presidencia de CICA desde Turquía por el período 2014-16. Con la adhesión de Bangladés y Catar, anteriormente observadores, el 20 de mayo de 2014, durante la IV Cumbre, los miembros de CICA han llegado a 26 países.
En la VI Cumbre del 12 al 13 de octubre de 2022 se anunció el inicio de la transformación de la CICA en una organismo regional. Con la incorporación de Kuwait, el organismo pasa a integrar a 28 Estados miembros que representan un 90% de la población de Asia.

## CICA actualmente
| Estados miembros | Estados miembros | Estados miembros       |
| ---------------- | ---------------- | ---------------------- |
| Afganistán       | Israel           | Corea del Sur          |
| Azerbaiyán       | Jordania         | Sri Lanka              |
| Baréin           | Kazajistán       | Tayikistán             |
| Bangladés        | Kirguistán       | Tailandia              |
| Camboya          | Kuwait           | Turquía                |
| China            | Mongolia         | Emiratos Árabes Unidos |
| Egipto           | Pakistán         | Uzbekistán             |
| India            | Palestina        | Vietnam                |
| Irán             | Catar            |                        |
| Irak             | Rusia            |                        |